# Vligago

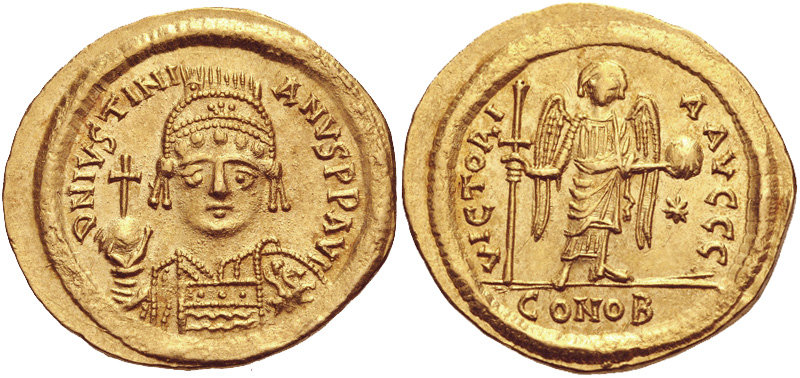
Soldo de Justiniano r.

Vligago ou Uligago foi um general bizantino de origem hérula ativo no século VI, durante sob o imperador Justiniano (r. 527–565).

## Vida
Desde 550, Vligago participou da guerra em curso contra o Império Sassânida e comandou tropas em Lázica. Nesse ano, Bessas enviou-o com João Guzes contra os rebeldes abasgos, conseguindo tomar a fortaleza rebelde de Traqueia e colocando fim ao motim. Na primavera de 551, comandou nove mil soldados com Benilo e acampou próximo a foz do rio Fásis com Varazes. Com a aproximação do exército sassânida de Mermeroes, fugiram através do rio. Provavelmente esteve entre os generais bizantinos que esconderam-se dos sassânidas próximo ao Fásis no final de 551. Acamparam ali com a aproximação do inverno, porém novamente retiraram-se com a marcha de Mermeroes. Desaparece das fontes até 555, quando é mencionado como comandante do contingente hérulo do exército em Lázica. Participou da reunião de generais em Arqueópolis e concordou com Buzes, que sugeriu que deveriam unir seus contingentes para interceptar os reforços persas antes que se agrupassem na fortaleza de Onoguris. No evento, os bizantinos dividiram suas forças e foram pesadamente derrotados.